# さらば愛しき危険たちよ
「さらば愛しき危険たちよ」（さらばいとしききけんたちよ）は、JUN SKY WALKER(S)のシングル。

## 収録曲
1. さらば愛しき危険たちよ
作詞・作曲：KAZUYA、TSUYOSHI　編曲：JUN SKY WALKER(S)
TDKカセット「NewAD」CF曲
2. 素顔のままで
作詞・作曲：KAZUYA、TSUYOSHI　編曲：JUN SKY WALKER(S)

1. さらば愛しき危険たちよ (バッキング・トラック)